# Акоп Акопян (лідер АСАЛА)
Акопян Акоп, також Мигранян Мігран, Акопян Арутюн (вірм. Հակոբյան Հակոբ, 1951 — 28 квітня 1988, Афіни, Греція) — вірменський засновник організації АСАЛА.

## Життєпис
Акоп Акопян народився в 1951 році в іракському місті Мосул. У молодому віці переїхав до Лівану, де вступив у Народний фронт звільнення Палестини (НФОП). Після вбивства Г. Янікяном двох турецьких дипломатів в США під впливом ряду вірменських інтелектуалів та за підтримки НФОП організував АСАЛА, фактичним керівником якого і вважався. 
Диктаторські і радикальні методи управління організацією, а також ряд інших причин призвели до її розколу в 1983 році після кривавого теракту в аеропорту Орлі, який був організований Акопяном. Французька поліція розшукувала його за звинуваченням у причетності до цієї та інших акцій АСАЛА, однак Акопяну вдалося сховатися.

### Смерть
Акопян був убитий вночі 28 квітня 1988 в Афінах, коли очікував на таксі, щоб поїхати в аеропорт. Разом з ним була його своячка, яка не постраждала. За повідомленням поліції, з припаркованої машини вийшли два чоловіки в масках, і один з них двічі вистрілив у Акопа з обріза, потрапивши в груди і лікоть. 
Акопян намагався втекти, але вбивця наздогнав його і зробив ще два постріли, в груди і голову. Поліція виявила при вбитому дипломатичний паспорт на ім'я громадянина Південного Ємену на ім'я Абдули Мохаммеда Касіма. В останні роки Акопян проживав у Греції під ім'ям Генрі Тітіціана і часто виїжджав за кордон за єменським паспортом.